# Khurianwala
Khurianwala é uma cidade do Paquistão localizada na província de Punjab.